# Mopsea encrinula
Mopsea encrinula är en korallart som först beskrevs av Jean-Baptiste Lamarck 1816.  Mopsea encrinula ingår i släktet Mopsea och familjen Isididae. Inga underarter finns listade i Catalogue of Life.